# Bishnoi

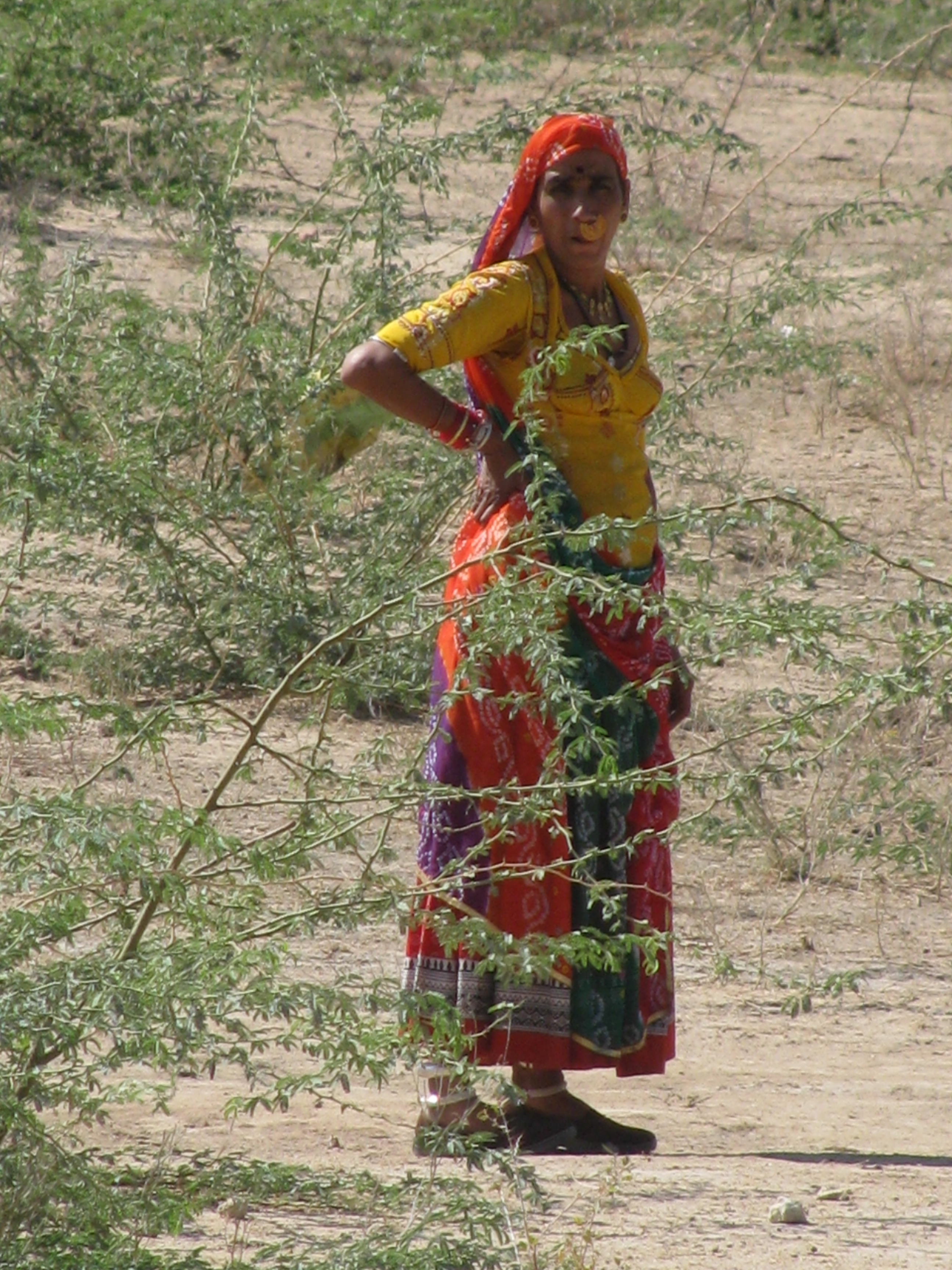
Donna bishnoi in abito tradizionale.

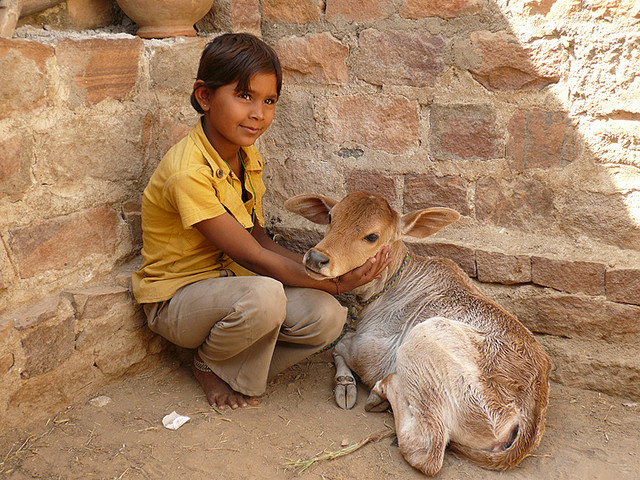
Ragazzo bishnoi.

I Bishnoi, o Vishnoi (da bish, «venti», e noi, «nove» in rajasthani, una forma dialettale dell'hindi), sono i membri di una comunità vishnuita presente soprattutto nello Stato del Rajasthan, specialmente nelle regioni di Jodhpur e di Bikaner, e in minor numero nel vicino Stato dell'Haryana, in India. Essa è stata creata dal guru Jambeshwar Bhagavan, noto comunemente come Jambaji (1451-1536). Al 2019 vi erano circa 960.000 Bishnoi in India centro-settentrionale.
I Bishnoi sono forse gli ambientalisti più determinati del mondo. Essi ritengono che tutti gli animali siano sacri, in particolare l'antilope cervicapra (una varietà di antilope dalle lunghe corna a spirale), specie a rischio di estinzione. Talvolta seppelliscono gli esemplari morti e segnano il luogo con delle pietre; si dice anche che le loro donne allattino i piccoli che rimangono orfani. I Bishnoi credono infatti che dopo la morte la loro anima si reincarnerà in un corpo di antilope. Inoltre, hanno una lunga tradizione nella salvaguardia del khejri, un albero sacro, per il quale in passato non hanno esitato a sacrificare la propria vita. Gli uomini sono riconoscibili grazie al grande turbante bianco, mentre le donne in genere vestono di rosso (o di viola per esprimere il proprio lutto), portano un grosso anello al naso, una gonna con un punto bianco e una dupatta (lunga sciarpa) rossa con il bordo verde.
La setta fu fondata nel XV secolo, in un periodo in cui la regione intorno a Jodhpur era colpita da una grave siccità. Un uomo di nome Jambeshwar fece un sogno che gli rivelò come la mancanza d'acqua fosse da collegare all'ingerenza umana nell'ordine naturale. Stabilì allora 29 precetti per proteggere la natura, che vietano ai membri della setta di uccidere animali, di abbattere alberi e di usare la legna per le pire (i Bishnoi, a differenza della maggior parte degli hindu, seppelliscono i morti). Altri comandamenti impongono di fare il bagno al mattino presto, di astenersi dall'oppio, dalla canapa indiana e dall'alcol, di evitare polemiche inutili e di non indossare il blu (si ritiene che questo precetto avesse lo scopo di salvaguardare la pianta dell'indaco). Jambeshwar divenne noto come Guru Jambaji e i suoi seguaci furono battezzati Bishnoi (che significa «29»), dal numero dei comandamenti.
Nel 1730 i Bishnoi misero in atto il loro più celebre sacrificio. Il maharaja di Jodhpur mandò dei taglialegna nei villaggi bishnoi per abbattere dei khejri destinati alle fornaci reali. Una donna chiamata Amrita Devi si strinse a uno degli alberi gridando «Una testa mozzata vale meno di un albero abbattuto». Un boscaiolo la decapitò con l'ascia. Altri Bishnoi seguirono il suo esempio e si consegnarono ai taglialegna, i quali uccisero 363 persone. Il maharaja, nell'udire della carneficina, decise di proteggere la zona intorno ai villaggi bishnoi, vietando l'abbattimento di alberi e la caccia di frodo.
Oggi il sito di Khejarli è un pacifico boschetto di khejri, con un tempio che commemora il sacrificio. I Bishnoi continuano a vivere secondo il loro severo codice e difendendo la flora e la fauna locali. Nel 1996 un abitante di un villaggio della zona, Nihal Chand Bishnoi, fu ucciso da un cacciatore di frodo nei pressi di Bikaner mentre cercava di salvare la vita ad alcune chinkara (gazzelle indiane). Nell'ottobre 1998 l'attore di Bollywood, Salman Khan, fu arrestato per aver ucciso due antilopi cervicapra vicino a un villaggio bishnoi. Le autorità furono informate dell'accaduto dagli abitanti dei villaggi, i quali misero in fuga Khan e presentarono i corpi delle antilopi come prova. Khan, infine, comparve davanti al tribunale e, tra appelli e udienze per la determinazione della cauzione, trascorse brevi periodi in carcere tra il 2006 e il 2007, prima che il caso finisse nel buco nero della burocrazia. Secondo i Bishnoi, il risalto dato all'accaduto ha contribuito a diminuire l'attività dei cacciatori di frodo. Oggi, circa il 90% delle antilopi cervicapra vive sotto la protezione dei bishnoi.